# Liste tektonischer Einheiten Chinas
Dieser Artikel wurde wegen inhaltlicher Mängel auf der Qualitätssicherungsseite des Portals Geowissenschaften eingetragen. Dies geschieht, um die Qualität der Artikel im Themengebiet Geowissenschaften zu steigern. Bitte hilf mit, die Mängel zu beseitigen, oder beteilige dich an der Diskussion. (+)

Begründung: Liste ohne Links und Zusatzinformationen. Räumliche Lage, Benennung der geologischen bzw. erdgeschichtlichen Stellung der genannten Einheiten wünschenswert. --Derhammer Erklärungsbedarf? 09:51, 8. Dez. 2009 (CET)
Dies ist eine Liste tektonischer Einheiten Chinas. Die folgenden Übersetzungen der chinesischen Begriffe versuchen sich so eng wie möglich an die chinesischen Bezeichnungen anzulehnen:
| Einheit                        | chin. Bezeichnung       | Übersetzung                                                    |
| ------------------------------ | ----------------------- | -------------------------------------------------------------- |
| Altai                          | 阿尔泰褶皱系            | Altai-Faltensystem                                             |
| Ergun                          | 额尔古纳褶皱系          | Ergun-Faltensystem                                             |
| Gandisé-Nyainqéntanglha        | 冈底斯-念青唐古拉褶皱系 | Gandisé-Nyainqéntanglha-Faltensystem                           |
| Himalaya                       | 喜马拉雅褶皱系          | Himalaya-Faltensystem                                          |
| Innere Mongolei-Großer Hinggan | 内蒙古-大兴安岭褶皱     | Innere Mongolei-Großer Hinggan-Faltensystem                    |
| Jilin-Heilongjiang             | 吉黑褶皱系              | Jilin-Heilongjiang-Faltensystem                                |
| Junggar (Dsungar)              | 准噶尔褶皱系            | Junggar-Faltensystem (Dsungarisches Faltensystem)              |
| Karakorum-Tanggula             | 喀喇昆仑唐古拉褶皱系    | Karakorum-Tanggula-Faltensystem                                |
| Nadanhada                      | 那丹哈达优地槽褶皱系    | Nadanhada eugeosynklinales Faltensystem                        |
| Nordchina (Sino-Korea)         | 华北准地台 (中朝准地台) | Nordchinesische Paraplattform (Sino-Koreanische Paraplattform) |
| Oberer Heilongjiang            | 上黑龙江冒地槽褶皱带    | Oberer Heilongjiang miogeosynklinales Faltensystem             |
| Ost-Kunlun                     | 东昆仑山褶皱系          | Ost-Kunlun-Faltensystem                                        |
| Qilian                         | 祁連褶皱系              | Qilian-Faltensystem                                            |
| Qinling                        | 秦岭褶皱系              | Qinling-Faltensystem                                           |
| Sanjiang                       | 三江褶皱系              | Sanjiang–Faltensystem                                          |
| Songpan-Garzé                  | 松潘一甘孜褶皱系        | Songpan-Garzé–Faltensystem                                     |
| Südchina                       | 华南褶皱系              | Südchinesisches Faltensystem                                   |
| Südchinesisches Meer           | 南海地台                | Südchinesisches Meer-Plattform                                 |
| Südostküste                    | 东南沿海褶皱系          | Südostküsten-Faltensystem                                      |
| Taiwan                         | 台湾褶皱系              | Taiwan-Faltensystem                                            |
| Tarim                          | 塔里木地台              | Tarim-Plattform                                                |
| Tianshan                       | 天山褶皱系              | Tianshan-Faltensystem                                          |
| West-Kunlun                    | 西昆仑褶皱系            | West-Kunlun-Faltensystem                                       |
| Yanbian                        | 延边褶皱系              | Yanbian-Faltensystem                                           |
| Yangzi                         | 扬子准地台              | Yangzi-Paraplattform                                           |